# Skanstullshallen

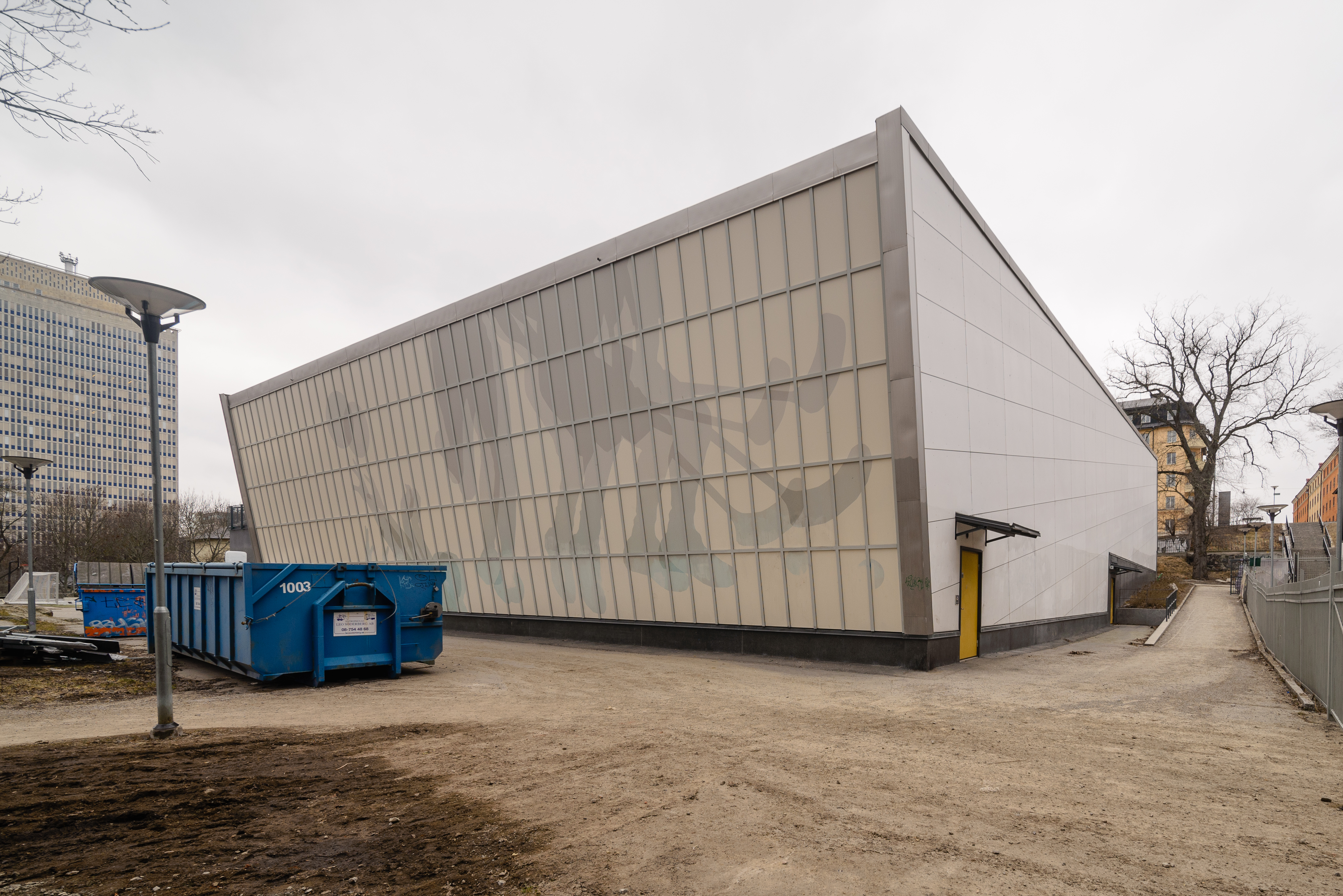
Skanstullshallens fasad mot söder.

Skanstullshallen är en idrottshall på Södermalm i Stockholm. Hallen började byggas 2009 och invigdes i april 2011 och används framförallt för handboll och innebandy. Anläggningen ritades av Thomas Eriksson Arkitekter AB Den är belägen invid Kanalplan på Bohusgatan 28.